# Miomantis arabica
Miomantis arabica är en bönsyrseart som beskrevs av Johann Heinrich Kaltenbach 1982. Miomantis arabica ingår i släktet Miomantis och familjen Mantidae. Inga underarter finns listade i Catalogue of Life.